# 3D-kort
3D-kort eller 3-D-kort er tredimensionelle kort lavet af motiver fra 3D ark samt 3D puder eller 3D silikone og evt. klistermærker.
Eksempler på 3d kort:
- Julekort
- Kort med heste
- Kort med katte

Anvisning på hvordan kortene laves
1. Man klippe det største af motiverne ud som man så limer på et stykke papir/ karton eller andet.
2. Så klipper man de andre ud som man putter på det første motiv med 3d- puder.Man sætter motiverne ovenpå hinanden efter størrelse – Største og så mindre og mindre. 
| Spil | Spire Denne artikel om spil eller lege er en spire som bør udbygges. Du er velkommen til at hjælpe Wikipedia ved at udvide den. |